# Bismarck (Schiff, 1914–1917)
Die Bismarck war ein von der Kaiserlichen Marine als Vorpostenboot und U-Boot-Falle eingesetzter ehemaliger Fischdampfer, der im Jahr 1917 nach einem Minentreffer sank.

## Das Schiff

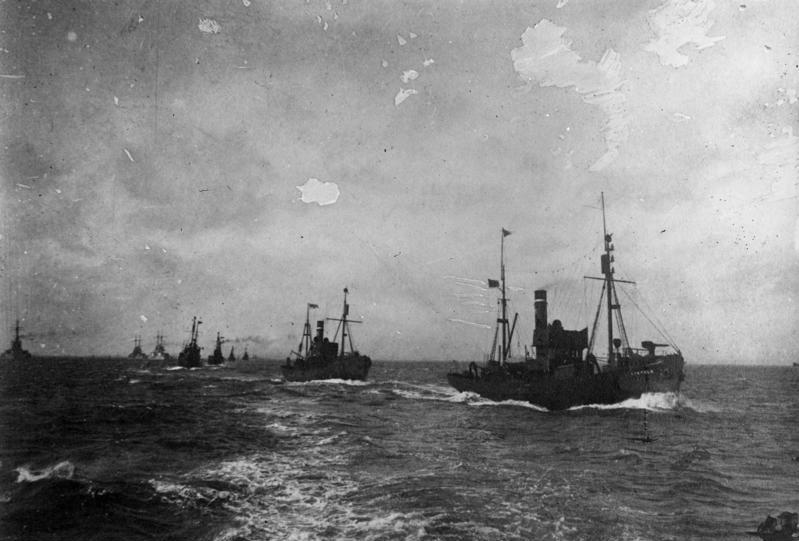
Auslaufende Vorpostenboote im Jahr 1914

Der Fischdampfer Bismarck wurde mit der Baunummer 98 von der G. Seebeck AG in Geestemünde für die „Deutsche Dampffischereigesellschaft Nordsee“ in Nordenham gebaut und am 23. Februar 1914 ausgeliefert. Das Schiff trug die Kennung „ON 73“.
Im Ersten Weltkrieg wurde das Schiff von der Kaiserlichen Marine requiriert und als Vorpostenboot bewaffnet und genutzt. 1917 wurde es mit Stützpunkt Ems zur Bekämpfung feindlicher U-Boote im Rahmen der Sondergruppe der Nordseevorpostenflottille unter Führung von Oberleutnant zur See Viktor Schlieder eingesetzt. Die Bismarck war das Führerboot und Schlieder ihr Kommandant. Am 27. April 1916, um 2:00 Uhr früh, wurde sie zusammen mit den Vorpostenfischdampfern Kehdingen und Dithmarschen auf der Doggerbank in ein Gefecht mit unbekannten britischen Seestreitkräften verwickelt. Dabei wurde sie von einem Torpedo getroffen, der jedoch nicht explodierte.
Am 29. März 1917 lief das Schiff auf eine Mine und sank. Es gab nur drei Überlebende; 25 Besatzungsmitglieder, darunter auch der Schiffskommandant und Führer der Sondergruppe Schlieder, kamen ums Leben.